# Свети Илия (Печеневце)
„Свети Илия“ (на сръбски: Свети Илија) е възрожденска православна църква в село Печеневце, разположено в източната част на Сърбия. Църквата е част от Нишката епархия на Сръбската православна църква и е енорийски храм на селото.

## История
Църквата е дело на видния български дебърски майстор строител Андрей Дамянов и е изградена в 1844 година. Автор на стенописите в храма е Марко Минов от Галичник от българския зографски род Минови от XIX - XX век.
- Свети Илия
- Камбанарията на църквата
- Надпис в църквата, в който се казва, че автор на стенописите в храма е Марко Миноевич от Галичник